# OS X El Capitan
OS X El Capitan (inačica 10.11) dvanaesto je izdanje OS X-a, Appleovog računalnog operativnog sustava namijenjenog Macintosh računalima. Prethodi mu OS X Yosemite. Ovo izdanje fokusira se na poboljšanju radnih značajki, stabilnosti i sigurnosti sustava. Počev od OS X Mavericksa (inačica 10.9), Apple je predstavio novu shemu po kojoj inačice dobivaju imena po najznačajnijim obilježjima Kalifornije; tako je El Capitan dobio ime po stijenama u nacionalnom parku Yosemite.
Programeri su dobili pristup prvoj beti sustava 8. lipnja 2015. nedugo nakon završetka Appleove svjetske programerske konferencije (eng. Apple Worldwide Developers Conference – poznatija je po kratici WWDC). Prva javna beta inačica objavljena je 9. srpnja 2015. Nekoliko beta inačica objavljeno je nakon prezentacije. Korisnici od 30. rujna 2015. besplatno mogu preuzeti konačnu inačicu koristeći Mac App Store.

## Zahtjevi sustava
Sva Macintosh računala koja su mogla pokrenuti sustave OS X Mavericks ili Yosemite, mogu pokrenuti i El Capitan, iako je moguće da neke nove funkcije neće raditi na starijim računalima. Na primjer, Apple navodi da je novi API pod nazivom Metal dostupan na "svim Macintosh računalima objavljenim 2012. i naknadnim modelima".
Sljedeća računala mogu pokrenuti El Capitan:
- iMac: model objavljen sredinom 2007. ili noviji[9]
- Macbook: aluminijski model objavljen krajem 2008.; model objavljen početkom 2009. ili noviji
- Macbook Air: model objavljen krajem 2008. ili noviji
- Macbook Pro: 13-inčni model objavljen sredinom 2009. ili noviji; 15-inčni, objavljen sredinom/krajem 2007. ili noviji; 17-inčni, objavljen krajem 2007. ili noviji[6]
- Mac Mini: model objavljen početkom 2009. ili noviji
- Mac Pro: model objavljen početkom 2008. ili noviji
- Xserve: model objavljen početkom 2009.

Sljedeća računala podržavaju posebne funkcije između Macintosh računala i iOS uređaja (Handoff, Instant Hotspot i AirDrop) i novi API pod nazivom Metal:
- iMac: model objavljen krajem 2012. ili noviji
- MacBook (Retina): model objavljen početkom 2015. ili noviji
- Macbook Air: model objavljen sredinom 2012. ili noviji
- Macbook Pro: model objavljen sredinom 2012. ili noviji
- Mac Mini: model objavljen krajem 2012. ili noviji
- Mac Pro: model objavljen krajem 2013. ili noviji

Veličina nadogradnje ovisi od Macintosh računala na koji se instalira. Nadogradnja u većini slučajeva zahtijeva oko 6 GB.

## Mogućnosti
OS X El Capitan sadrži mogućnosti koje poboljšavaju sigurnost, radne značajke i dizajn sustava i čine ga lakšim za korištenje. U odnosu na OS X Yosemite, Apple navodi da se PDF-ovi otvaraju 4 puta brže, da je prebacivanje s aplikacije na aplikaciju i čitanje poruka u Mailu dva puta brže i da se aplikacije općenito otvaraju 40 % brže. Povećana je maksimalna količina grafičke memorije koja se može dodijeliti i to s 1024 MB na 1536 MB na onim Macintosh računalima koja imaju grafički procesor Intel HD 4000. El Capitan podržava Metal, Appleov grafički API koji su prvi put predstavili u iOS 8 kako bi ubrzali rad videoigara i profesionalnih aplikacija. Appleov font San Francisco zamjenjuje prijašnji font Helvetica Neue. Apple je također usvojio LibreSSL umjesto OpenSSL-a koji se koristio u prethodnim inačicama sustava.

### Upravljanje prozorima
OS X El Capitan uveo je mogućnost usporednog prikaza prozora dviju aplikacija (mogućnost koju Apple naziva "Split View"). Slična je onoj u sustavu Windows 7 (i novijim inačicama) i u nekoliko radnih okruženja Linuxa (npr. u GNOME-u). Poboljšava Mission Control tako što je omogućava na nekoliko virtualnih radnih površina. Korisnicima je omogućeno lakše uočavanje pokazivača tako što se povećava brzim prelaženjem prsta naprijed-nazad po trackpadu ili protresanjem miša.

### Aplikacije
OS X El Capitan dodaje nove multi-touch pokrete u aplikacije Mail i Poruke koje korisnicima omogućavaju da povlačenjem prsta udesno ili ulijevo na podržanom uređaju poput trackpada, obrišu i označe e-poruke ili druge razgovore. OS X također analizira sadržaj pojedinačnih e-poruka primljenih u Mailu i koristi prikupljene informacije za druge aplikacije poput Kalendara. Na primjer, ako korisnik primi pozivnicu u Mailu, može ju automatski dodati u Kalendar.
Apple Karte u El Capitanu prikazuju informacije o javnom prijevozu baš kao što to radi aplikacija Karte u iOS 9. Mogućnost je prvotno bila ograničena na mali broj gradova: Baltimore, Berlin, Chicago, Ciudad de México, Los Angeles, New York City, Pariz, Philadelphia, San Francisco, Šangaj, Toronto i Washington D.C.
Bilješke su prerađene tako da izgledaju kao na iOS 9. Obje aplikacije imaju bogatije mogućnosti obrade teksta poput stvaranja interaktivnih popisa (slično funkciji aplikacije Podsjetnici), prikaza mrežnih stranica unutar samog teksta, dodavanja fotografija i videozapisa, lokacija na karti, drugih dokumenata i vrsta datoteka. Umjesto tradicionalnog sinkroniziranja uz pomoć IMAP-a, Bilješke odsad koriste iCloud koji nudi bolje šifriranje (E2EE) i brže sinkroniziranje.
Safari u El Capitanu korisnicima omogućava da prikače kartice stranica koje često posjećuju tako da su stalno dostupne s lijeve strane prozora; slične mogućnosti imaju Firefox i Google Chrome. Korisnici mogu brzo odrediti iz koje kartice dopire glazba i utišati je bez da ručno pretražuju kartice. Podržan je streaming videa s AirPlaya na Apple TV bez potrebe da se prenosi cijela mrežna stranica. Zbog ažuriranih uvjeta korištenja Appleovog programa za programere, Apple odsad hostuje i potpisuje proširenja za Safari; programeri ovime dobivaju izvornu podršku za blokiranje sadržaja, uz pomoć koje mogu blokirati dijelove mrežnih stranica (poput reklama) bez da ubacuju dodatni JavaScript.
Spotlight je poboljšan tako da prikazuje više kontekstualnih informacija za vrijeme, dionice, vijesti i sportske rezultate. Također omogućava korisnicima da koriste prirodne jezične izraze kad nešto traže. Na primjer, korisnik može upisati "Prikaži mi fotografije koje sam uslikao/-la u nacionalnom parku Yosemite u srpnju 2014." i Spotlight će te informacije iskoristiti kako bi prikazao odgovarajuće rezultate za taj upit.

### Zaštita sustava
OS X El Capitan sadrži novu sigurnosnu mogućnost pod nazivom "Zaštita integriteta sustava" (eng. System Integrity Protection, poznata po kratici SIP; ponekad se naziva i "rootless") koja štiti pojedine procese sustava, njegove datoteke i mape tako da ih nijedan drugi proces ne može izmijeniti niti oštetiti čak i kad ih pokrene "root" korisnik ili korisnik koji ima "root" ovlaštenja (koristeći naredbu "sudo"). Apple navodi da "root" korisnik može biti značajan rizični faktor sigurnosti sustava, pogotovo na sustavima s jednim korisničkim računom koji je ujedno i administrator. Iako je ova zaštita uključena po zadanim postavkama, moguće ju je isključiti.

## Izdanja
|  | Prijašnje izdanje |  | Trenutačno izdanje |  | Testno izdanje |

| Inačica | Kod izdanja | Nadnevak            | Darwin | Napomene                                 | Samostalno preuzimanje                                                                  |
| ------- | ----------- | ------------------- | ------ | ---------------------------------------- | --------------------------------------------------------------------------------------- |
| 10.11   | 15A284      | 30. rujna 2015.     | 15.0.0 | Prvotno izdanje s Mac App Storea         | N/D                                                                                     |
| 10.11.1 | 15B42       | 21. listopada 2015. | 15.0.0 | O ažuriranju v10.11.1 za OS X El Capitan | Ažuriranje 10.11.1 za OS X El Capitan                                                   |
| 10.11.2 | 15C50       | 8. prosinca 2015.   | 15.2.0 | O ažuriranju v10.11.2 za OS X El Capitan | Ažuriranje 10.11.2 za OS X El Capitan Kombinirano ažuriranje 10.11.2 za OS X El Capitan |
| 10.11.3 | 15D21       | 19. siječnja 2016.  | 15.3.0 | O ažuriranju v10.11.3 za OS X El Capitan | Ažuriranje 10.11.3 za OS X El Capitan Kombinirano ažuriranje 10.11.3 za OS X El Capitan |
| 10.11.4 | 15E65       | 21. ožujka 2016.    | 15.4.0 | O ažuriranju v10.11.4 za OS X El Capitan | Ažuriranje 10.11.4 za OS X El Capitan Kombinirano ažuriranje 10.11.4 za OS X El Capitan |
| 10.11.5 | 15F34       | 16. svibnja 2016.   | 15.5.0 | O ažuriranju v10.11.5 za OS X El Capitan | Ažuriranje 10.11.5 za OS X El Capitan Kombinirano ažuriranje 10.11.5 za OS X El Capitan |
| 10.11.6 | 15G12a      | 6. lipnja 2016.     | 15.6.0 | Popravke grešaka i razna poboljšanja     | N/D                                                                                     |

## Kritike
Nedugo nakon objave, korisnici, a i kritičari, El Capitanu su uglavnom dali pozitivne kritike. Pohvale su bile na račun sveukupne funkcionalnosti novih mogućnosti i poboljšane stabilnosti sustava. Dieter Bohn, u recenziji za mrežnu stranicu The Verge, ocijenio je operativni sustav s 8,5 od 10, dok ga je Jason Snell, u recenziji za mrežnu stranicu Macworld, ocijenio s 4,5 od 5 zvjezdica.

## Vanjske poveznice
- Službena stranica (engl.)